# Samson opat z Dol
Samson opat z Dol, (łac.) Sampson (ur. ok. 485, zm. 28 lipca ok. 565 w Dol) – święty Kościoła katolickiego, walijski zakonnik i twórca klasztoru przy którym powstało miasto Dol.
Źródłem wiedzy o Samsonie jest jego żywot, który mimo iż budził kontrowersje uznawany jest za dokument o wartości historycznej. Pismo wywoływało polemiki ponieważ według krytyków miał być ilustracją politycznych i kościelnych dążeń bretonii, a nawet szargać podówczas powszechnie szanowane wartości.
Samson pochodził ze szlachetnego rodu z południowej Walii. Ponieważ był długo oczekiwanym potomkiem poświęcony został służbie Bogu i oddany na wychowanie opatowi Iltutowi z Glamorgan. W trakcie nauki, powodowani zazdrością o jego osiągnięcia próbowali go otruć. Ukończywszy słynną podówczas placówkę, w której wykładano studia Biblii, gramatyki, retoryki, geometrii i filozofii do której absolwentów należeli między innymi Gildas, Dawid, Kadok i mając święcenia kapłańskie podjął apostolat na wyspie Caldey (Saint Pyr). Został wybrany opatem w tamtejszego zgromadzenia, a po powrocie w rodzinne strony przekonał do życia zakonnego kolejnych członków rodziny. Następnym etapem było ascetyczne życie w eremie. Zobligowany do przyjęcia sakry został opatem- biskupem ewangelizując Bretonów. Dzięki hojności Prywata wybudował klasztor, który stał się zaczątkiem dla miasta Dol.
W działalności zaangażowany był działalność charytatywną na rzecz uciśnionych. Współpracował z Germanem z Paryża i brał udział w synodzie zwołanym w Paryżu.
Po śmierci otoczony został kultem w Bretanii, Normandii i szerzej w innych krajach francuskich, aż po w Italię. Jest patronem szesnastu parafii we Francji.
Jego wspomnienie obchodzone jest w Kościele katolickim w dies natalis (28 lipca).